# 野田誠三

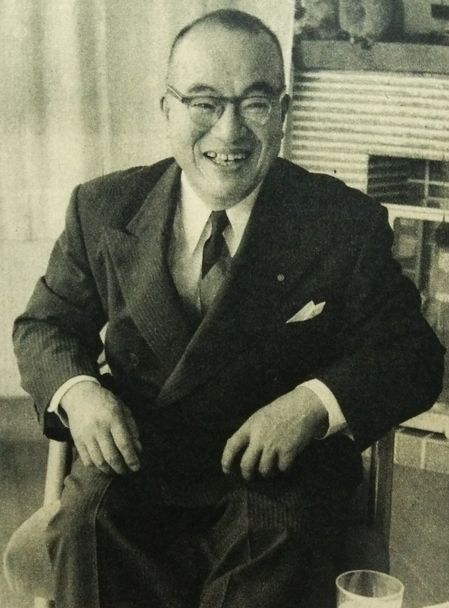
1956年の野田

野田 誠三（のだ せいぞう、1895年（明治28年）2月11日 - 1978年（昭和53年）3月28日）は、日本の実業家。阪神電気鉄道社長・会長、阪神百貨店社長、阪神不動産社長、阪神タイガースオーナーなどを歴任。阪神甲子園球場の設計者でもある。大阪北ロータリークラブ初代会長。朝日放送元取締役。勲二等瑞宝章受章。1974年野球殿堂入り。

## 人物
現在の兵庫県加西市出身。旧制姫路中学（現兵庫県立姫路西高等学校）を経て、旧制第八高等学校、京都帝国大学工学部卒業後、1922年に阪神電鉄へ入社。1924年から甲子園球場建設の設計主任として携わり、1941年に取締役、1951年に社長に就任。1967年から5年間、会長を務めた。社長任期中には各駅停車用の車両として「ジェットカー」と呼ばれる高加減速電車を投入し、また神戸高速鉄道を介して山陽電気鉄道との相互乗り入れを実現させるなど、戦争被害が大きかった阪神電鉄を見事に「阪神間の大動脈」としてよみがえらせた電鉄史に残る功労者である。また、阪神タイガースのオーナーを1952年から23年間務め、1974年には野球殿堂入りした。1978年3月28日、急性心不全のため83歳で死去。
野田誠三は西宮の老舗酒造家、本野田酒造（1791年(寛政3年)創業）の婿養子となったため野田姓となった。「金鷹」と「いろは」の代表銘柄で知られる本野田酒造は、1895年（明治28年）の日本酒番付で関脇の地位に昇った酒造家である。

## 来歴
- 1895年2月11日生
- 1922年 - 阪神電鉄に入社
- 1924年 - 甲子園球場の設計主任となる[1][2][3]
- 1927年 - 土地課長に就任
- 1932年 - 庶務課長に就任
- 1934年 - 土地課長に就任
- 1940年 - 土地部長に就任
- 1941年 - 阪神電鉄取締役に就任
- 1943年 - 施設部長
- 1944年2月28日 - 大阪野球倶楽部取締役に就任（1947年まで）
- 1945年 - 阪神電鉄不動産部長兼事業部長に就任
- 1946年 - 運輸部長に就任
- 1948年 - 翌年の1949年まで電鉄本社事業担当役員としてタイガースに関与
- 1950年 - 大阪野球倶楽部取締役に就任（1952年まで）
- 1951年 - 阪神電鉄社長に就任（1967年まで）
- 1952年 - 大阪野球倶楽部取締役会長に就任（1974年まで）
- 1967年 - 阪神電鉄取締役会会長に就任
- 1972年 - 電鉄会長職を辞任、勲二等瑞宝章受章
- 1974年
  - 阪神タイガース取締役相談役（1978年まで）
  - 12月 - 野球殿堂入り
- 1978年3月28日 - 急性心不全で死去

### 電鉄関連の人物
- 今西与三郎
- 石井五郎
- 本條猛二
- 田中隆造
- 久万俊二郎
- 手塚昌利

### タイガース関連の人物
- 戸沢一隆
- 松木謙治郎
- 岸一郎
- 藤村富美男
- 田中義雄
- 金田正泰
- 藤本定義
- 杉下茂
- 後藤次男
- 小山正明 - 野田とは遠縁にあたり、半ば縁故採用で打撃投手としてキャリアをスタートしている
- 村山実

### 親族関連の人物
- 野田敬生
- 島津信夫
- 中川暢三（加西市長）
- 進藤孝二（大阪商船三井船舶初代社長）